# Like a Lion
Like a Lion (englisch für „Wie ein Löwe“) ist ein Lied des deutschen Popsängers Mark Forster, in Kooperation mit dem ebenfalls aus Deutschland stammenden Reggae-Musiker Gentleman.

## Entstehung und Artwork
Geschrieben wurde das Lied gemeinsam von Mark Cwiertnia (Mark Forster), Alexander Knolle (Alex Lys), Ralf Christian Mayer, Daniel Nitt und Tilmann Otto (Gentleman). Mayer war darüber hinaus an der Abmischung, der Aufnahme sowie an der Produktion beteiligt. Die Produktion erfolgte in Zusammenarbeit mit Cwiertnia und Nitt. Mit Letzterem fungierte er auch gemeinsam als Tonmeister. Das Mastering erfolgte unter der Leitung von Robin Schmidt. Like a Lion wurde unter dem Musiklabel Four Music veröffentlicht und durch Sony/ATV Music Publishing vertrieben.
Auf dem Cover der Single ist lediglich der Künstlernamen sowie der Liedtitel abgebildet. Der Hintergrund ist in schwarz gehalten. Im oberen Drittel befinden sich in grüner Schrift die Namen der beiden Interpreten, darunter befindet sich in orangefarbener Schrift der Liedtitel in den restlichen zwei Dritteln des Coverbildes.

## Veröffentlichung und Promotion
Die Erstveröffentlichung von Like a Lion erfolgte als Einzeldownload am 13. April 2018. Eine Woche später erschien das Lied in einer polnischen Version als Einzeldownload am 20. April 2018. Um das Lied zu bewerben, erfolgten unter anderem gemeinsame Liveauftritte zur Hauptsendezeit während der Echoverleihung 2018 sowie am Mark-Forster-Themenabend in der fünften Staffel von Sing meinen Song – Das Tauschkonzert. Darüber hinaus benutzte der Fernsehsender VIVA Deutschland das Lied als Werbetrenner Mitte 2018, womit es zu Beginn und Ende diverser Werbeunterbrechungen zu hören war.

## Hintergrund
Die Zusammenarbeit zwischen Mark Forster und Gentleman geht aus der gemeinsamen Teilnahme bei der vierten Staffel von Sing meinen Song – Das Tauschkonzert hervor. Während der gemeinsamen Zeit in Südafrika empfanden die beiden sofortige Sympathie für den jeweils anderen, woraus eine Freundschaft entstand. Forster selbst gab an, dass er seit seiner Kindheit ein „riesiger“ Gentleman-Fan sei und das mit der gemeinsamen Aufnahme einer seiner lang ersehnten Träume in Erfüllung ginge. Die Idee hierzu sei Forster bereits in Südafrika gekommen. Er sei dort einem Straßenarbeiter begegnet, den er gefragt habe: „Wie geht’s Dir?“ und dieser daraufhin „Strong like a lion, strong like a lion!“ (englisch für ‚Stark wie ein Löwe, stark wie ein Löwe!‘) antwortete. Da habe er gleich gewusst, dass er aus dem Satz etwas machen müsse. Als er selbst die Zeile sang, hätte es aber „irgendwie blöd“ geklungen. Darum habe er für den Refrain den „besten Gast“ dazu gebeten, den man sich vorstellen könne: Gentleman. Gentleman war sofort begeistert: „Mark und ich waren Zimmernachbarn bei den Sing-meinen-Song-Aufnahmen in Südafrika, wir haben uns menschlich sofort super gut verstanden und uns musikalisch rege ausgetauscht. Kurz darauf hat er mir die Idee zu Like a Lion geschickt und gefragt, ob ich was darauf machen kann. Und ich hab das Ding sofort gefühlt! Ich finde den Song total magisch, der hat alles, was ein guter Song braucht.“ Die Zusammenarbeit sei „enorm“ inspirierend für Gentleman gewesen. Es sei ein Geschenk, wenn man jemanden wie Forster treffe, von dem man musikalisch viel lernen könne und der den eigenen Horizont noch erweitere. Und ihre Stimmen klängen toll.
Für Gentleman ist es bereits die zweite Zusammenarbeit mit einem seiner Sing-meinen-Song-Kollegen. Am 19. Mai 2017, also während der laufenden Staffel des Musikformats, erschien bereits ein Gastbeitrag auf Michael Patrick Kellys viertem Studioalbum iD. Kelly und Gentleman nahmen das gleichnamige Lied iD zusammen auf. Am 14. Juli 2017 erschien das Stück auch als Promo-Single und feierte daraufhin Charterfolge in Deutschland und der Schweiz.

## Inhalt
Der Liedtext zu Like a Lion ist bilingual in deutscher und englischer Sprache verfasst. Sowohl die Musik als auch der Text wurden gemeinsam von Mark Forster, Gentleman, Alex Lys, Ralf Christian Mayer und Daniel Nitt geschrieben. Musikalisch bewegt sich das Lied im Bereich der Popmusik und des Reggaes. Das Tempo beträgt 101 Beats per minute.
Das Lied beginnt mit der ersten Strophe, deren Hauptgesang von Forster stammt, Gentleman ist lediglich im Hintergrund zu hören. Auf die Strophe folgt der Refrain, der von beiden Interpreten im Wechsel gesungen wird. Der gleiche Vorgang wiederholt sich mit der zweiten Strophe. Nach dem zweiten Refrain folgt eine gemeinsame Bridge ehe nochmals zum Abschluss zum dritten Mal der Refrain gesungen wird. Die Strophen des Liedes sind in deutscher, die Bridge und der Refrain in deutscher und englischer Sprache verfasst. Inhaltlich soll das Stück Menschen dazu motivieren, an sich selbst zu glauben. Der deutsche Radiosender 1 Live beschrieb Like a Lion als „Sommer-Motivationssong“.
| “Strong like a lion, strong like a lion, (Gentleman) everybody know that we’re strong like a lion. (Gentleman) Wir sind wild und groß und frei und (Mark Forster) strong like a lion, strong like a lion. (Mark Forster + Gentleman) Strong like a lion, strong like a lion, (Gentleman) everybody know that we’re strong like a lion. (Gentleman) Wir sind wild und groß und frei und (Mark Forster) strong like a lion, like a lion. (Mark Forster + Gentleman)” – Refrain, Originalauszug | „Stark wir ein Löwe, stark wie ein Löwe, jeder weiß, dass wir stark wie ein Löwe sind. Wir sind wild und groß und frei und stark wie ein Löwe, stark wie ein Löwe. Stark wir ein Löwe, stark wie ein Löwe, jeder weiß, dass wir stark wie ein Löwe sind. Wir sind wild und groß und frei und stark wie ein Löwe, wie ein Löwe.“ – Refrain, Übersetzung |

## Musikvideo
Zeitgleich mit der Singleveröffentlichung wurde zunächst lediglich ein „Official Audio Video“ über Forsters YouTube-Kanal veröffentlicht. Diese zeigt nur das Coverbild, welches mit dem Titel untermalt ist. Das offizielle Musikvideo wurde unter anderem im Hamburger Stadtteil St. Pauli gedreht und feierte am 25. Mai 2018 auf der Videoplattform YouTube seine Premiere. Im Musikvideo werden drei verschiedene Geschichten dargestellt. In der Hauptrolle steht die Geschichte einer dreiköpfigen Gruppierung – bestehend aus Stefanie Horn, Viktoria Kirst und Aaron Amankwaaa – die über den Tag bei einer Plakatieraktion begleitet wurde. Man sieht die drei beim Plakatdruck im Kopierladen „Schanzenblitz“, beim Einkauf im Baumarkt sowie beim eigentlichen Plakatieren an zwei verschiedenen Standorten. Am Ende tanzen die Drei vor dem Plakat, auf dem sich zwei brüllende Löwen unter der Überschrift „Lion“ (deutsch Löwe) anbrüllen. Das Paste-up stammt von Saskia Stoltze. Zwischendrin sind abwechselnd Szenen von zwei weiteren Geschichten zu sehen. Zum einen sieht man Forster im Molotow, der dort zusammen mit Tänzern feiert. Zum anderen sieht man Forster und Gentleman, die separat oder zusammen das Lied an verschiedenen Naturschauplätzen singen. Die Gesamtlänge des Videos beträgt 3:08 Minuten. Wie bei allen Musikvideos seit 2014, in denen Forster der Leadsänger fungierte, führte zum wiederholten Mal Kim Frank Regie. Bis Februar 2025 zählte das Musikvideo über 2,9 Millionen Aufrufe bei YouTube.

## Mitwirkende
| Liedproduktion - Mark Cwiertnia (Mark Forster): Gesang, Komponist, Liedtexter, Musikproduzent - Alexander Knolle (Alex Lys): Komponist, Liedtexter - Ralf Christian Mayer: Abmischung, Komponist, Liedtexter, Musikproduzent, Tonmeister - Daniel Nitt: Komponist, Liedtexter, Musikproduzent, Tonmeister - Tilmann Otto (Gentleman): Gesang, Komponist, Liedtexter - Robin Schmidt: Mastering Unternehmen - Four Music: Musiklabel - Sony/ATV Music Publishing: Vertrieb | Musikvideo - Hannes Adam: Beleuchter - Aaron Amankwaah: Schauspieler, Tänzer - Viktor Braun: Tänzer - Falk Buchröder: Pultoperator - Leroy A. Campbell: Tänzer - Andrea Dorawa: Tänzer - Benjamin Erdenberger: Beleuchter - Kim Frank: Filmeditor, Filmproduzent, Kameramann, Regisseur - Sebastian Ganschow: Kameraassistent - Bella Garcia: Tänzer - Stefanie Horn: Schauspieler - Andrea Kennedy: Tänzer - Sherleen Koschlig: Tänzer - Viktoria Kirst: Schauspieler - Gifty Lartey: Tänzer - Romina Mann: Kostümbildner, Styling - Maike Mohr: Choreograf - Thanh-Tú Michelle Nguyen: Tänzer - Felix Plüddemann: Beleuchter - Safija Qadery: Tänzer - Leif Reimer: Aufnahmeleiter, Produktionsassistent - Tini Sager: Maskenbildner - Saskia Stoltze: Szenenbildner - Moritz Vierboom: Regieassistent - Sascha Vogel: Beleuchter |

## Chartplatzierungen
Like a Lion erreichte in Deutschland Position 38 der Singlecharts und konnte sich insgesamt fünf Wochen in den Charts halten. Das Stück konnte sich ebenfalls mehrere Tage in den deutschen iTunes-Tagesauswertungen platzieren, wobei Like a Lion am Tag seiner Veröffentlichung die höchste Notierung mit Position zwei erreichte. In der Schweiz erreichte die Single in einer Chartwochen Position 64 der Charts.
Für Forster als Interpret ist dies, inklusive des Charterfolgs mit seinem Musikprojekt Eff, der 14. Charterfolg in Deutschland, sowie der neunte in der Schweiz. In seiner Autorentätigkeit ist dies Forsters 16. in Deutschland und ebenfalls sein neunter in der Schweiz. Als Musikproduzent erreichte Forster zum zehnten Mal die Charts in Deutschland, in der Schweiz zum achten Mal. Gentleman erreichte mit Like a Lion zum 28. Mal die deutschen Singlecharts als Interpret und zum 16. Mal die Singlecharts in der Schweiz.
Mayer erreichte in seiner Tätigkeit als Autor zum 14. Mal die Charts in Deutschland sowie zum achten Mal in der Schweiz. Als Produzent ist es sein 17. Charterfolg in Deutschland und ebenfalls der achte in der Schweiz. Für Nitt ist es jeweils als Autor und Produzent der neunte Charterfolg in Deutschland, sowie der siebte in der Schweiz. Alex Lys erreichte mit Like a Lion nach Leiser (Lea) jeweils zum zweiten Mal die Single-Charts in Deutschland und der Schweiz.